# Weidemann GmbH

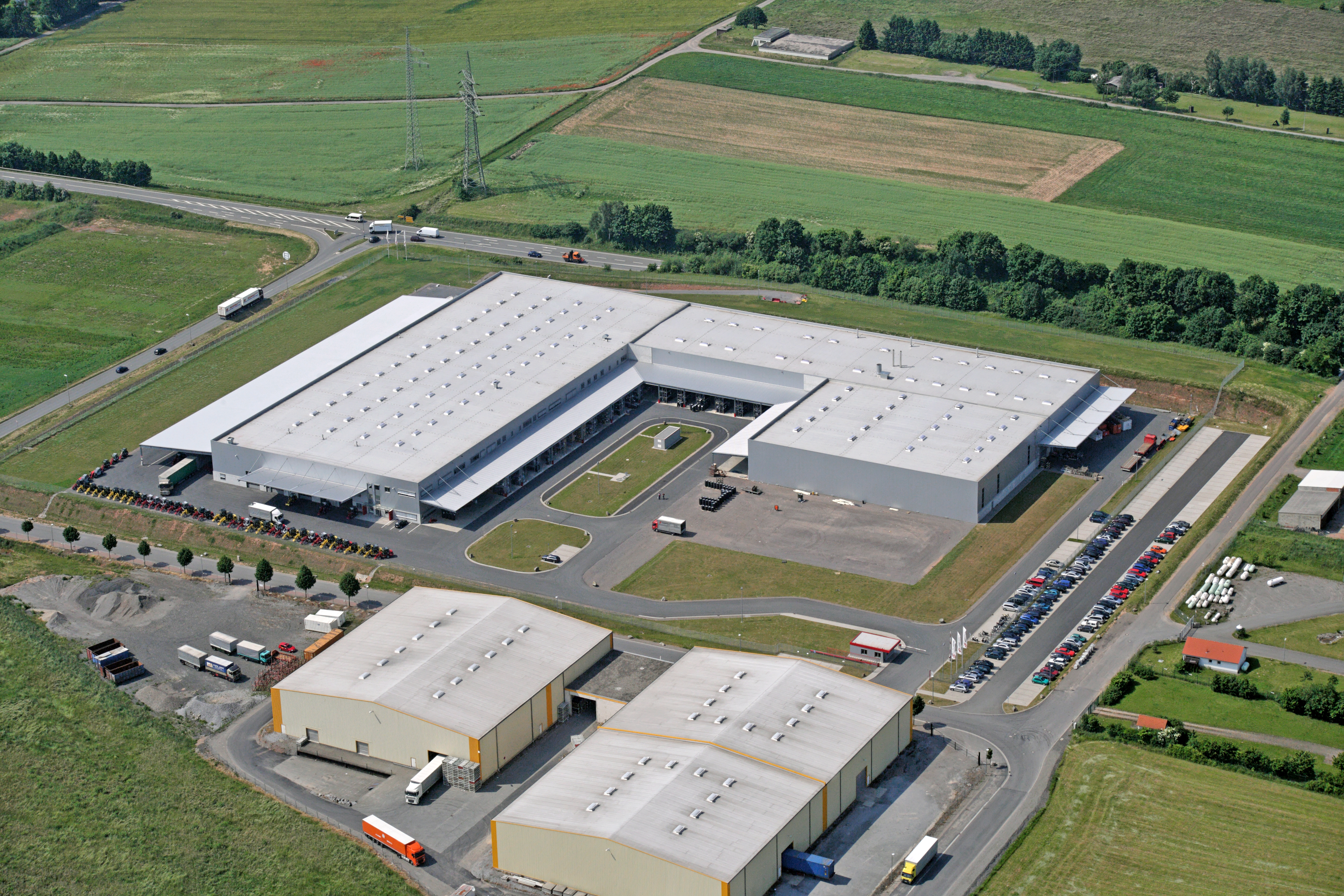
Weidemann Producción Vegetal en Korbach

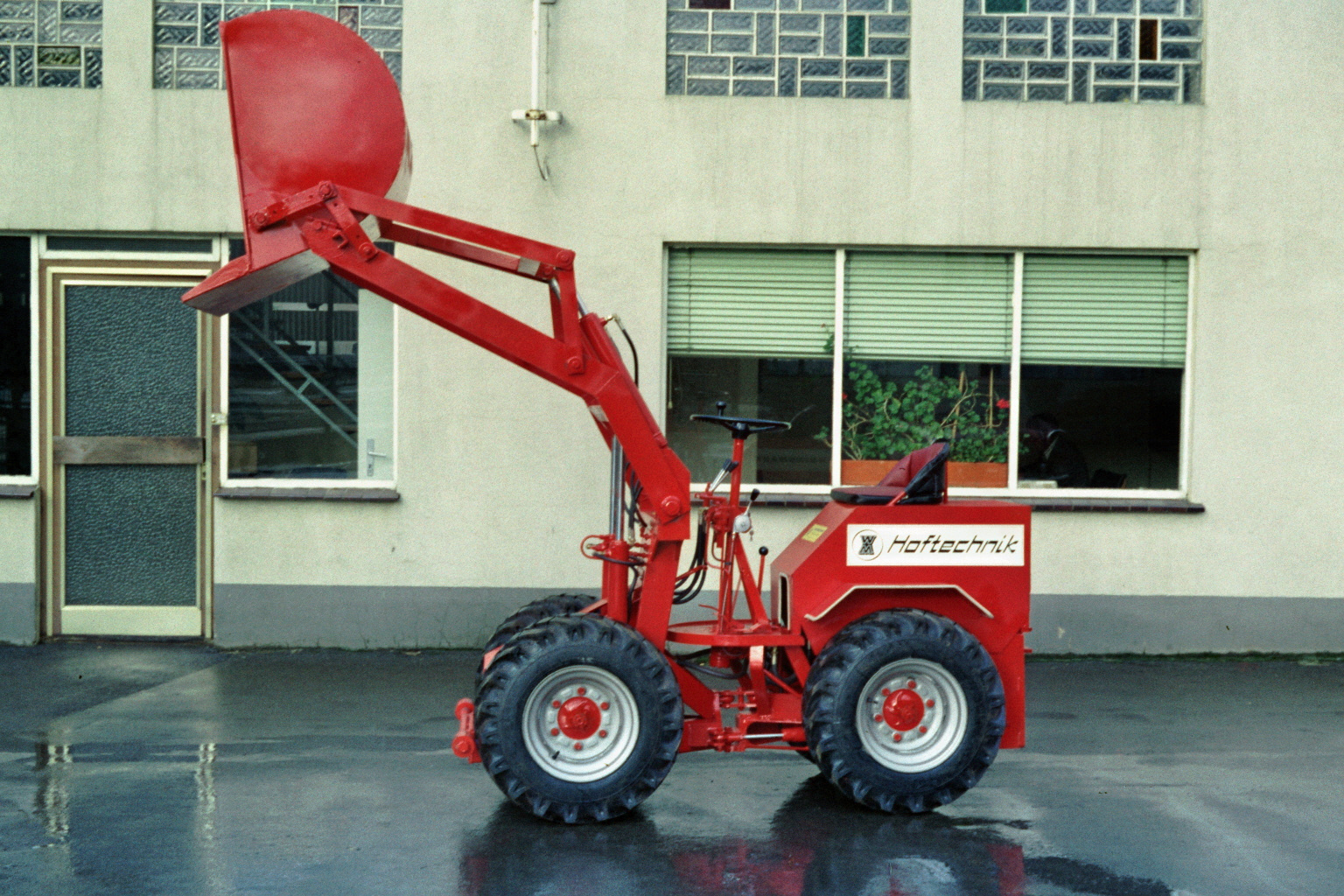
Weidemann Hoftrac WSTS 130 FD de 1974

Weidemann GmbH es una empresa con actividad a nivel internacional dedicada a las máquinas agrarias con sede en Diemelsee-Flechtdorf, situado en la comarca de Waldeck-Frankenberg (Hesse). Fabrica Hoftrac, cargadoras sobre ruedas, cargadoras sobre ruedas telescópicas y cargadoras telescópicas normales, que se utilizan preferentemente en los terrenos agrarios para dar de comer a los animales, esparcir, estercolar, cargar y apilar. Las instalaciones de la empresa se encuentran en Diemelsee-Flechtdorf y en Korbach. La empresa forma parte del grupo Wacker Neuson.

## Historia
La fábrica de máquinas Weidemann KG se creó en Diemelsee-Flechtdorf (Hesse) en 1960. En un primer momento la empresa se centró entre  1960 y 1972 en la fabricación de utensilios para establos y evacuadoras de estiércol. En 1972 Weidemann inventó el Hoftrac® o grúa agrícola. Esta pequeña máquina con juntas articuladas fue especialmente concebida para establos estrechos y reducidos. 
En 1979 la empresa cambió su nombre a  Weidemann GmbH und Co. KG. Durante los años siguientes Weidemann siguió expandiéndose. A comienzos de la década de los 90, se abrió el primer establecimiento extranjero en los Países Bajos y la explotación se incorporó en la fábrica III de Gotha (Turingia).
En 2005  Weidemann absorbió a la entonces denominada Wacker Construction Equipment AG (actual Wacker Neuson SE)  lo que trajo consigo otra ampliación de la capacidad de producción. En 2007 se concluyó la fábrica de producción de Korbach. Desde entonces Weidemann GmbH es una filial 100% de Wacker Neuson SE.
La distribución de las máquinas Weidemann se realiza a nivel mundial en más de 30 países a través de organizaciones propias en estrecha colaboración con minoristas especializados. Desde 1960 Weidemann ha fabricado más de 65.000 máquinas (situación en 2011).

## Instalaciones
- Diemelsee-Flechtdorf (Administración, construcción, ensayos)
- Korbach (Producción)

## Productos
- Hoftracs: de 1,5 a 3,0 toneladas
- Pala cargadora: de 3,2 a 8,4 toneladas
- Cargadoras sobre ruedas telescópicas: de 3,7 a 7,2 toneladas
- Cargadoras telescópicas: de 2,5 a 5,6 toneladas

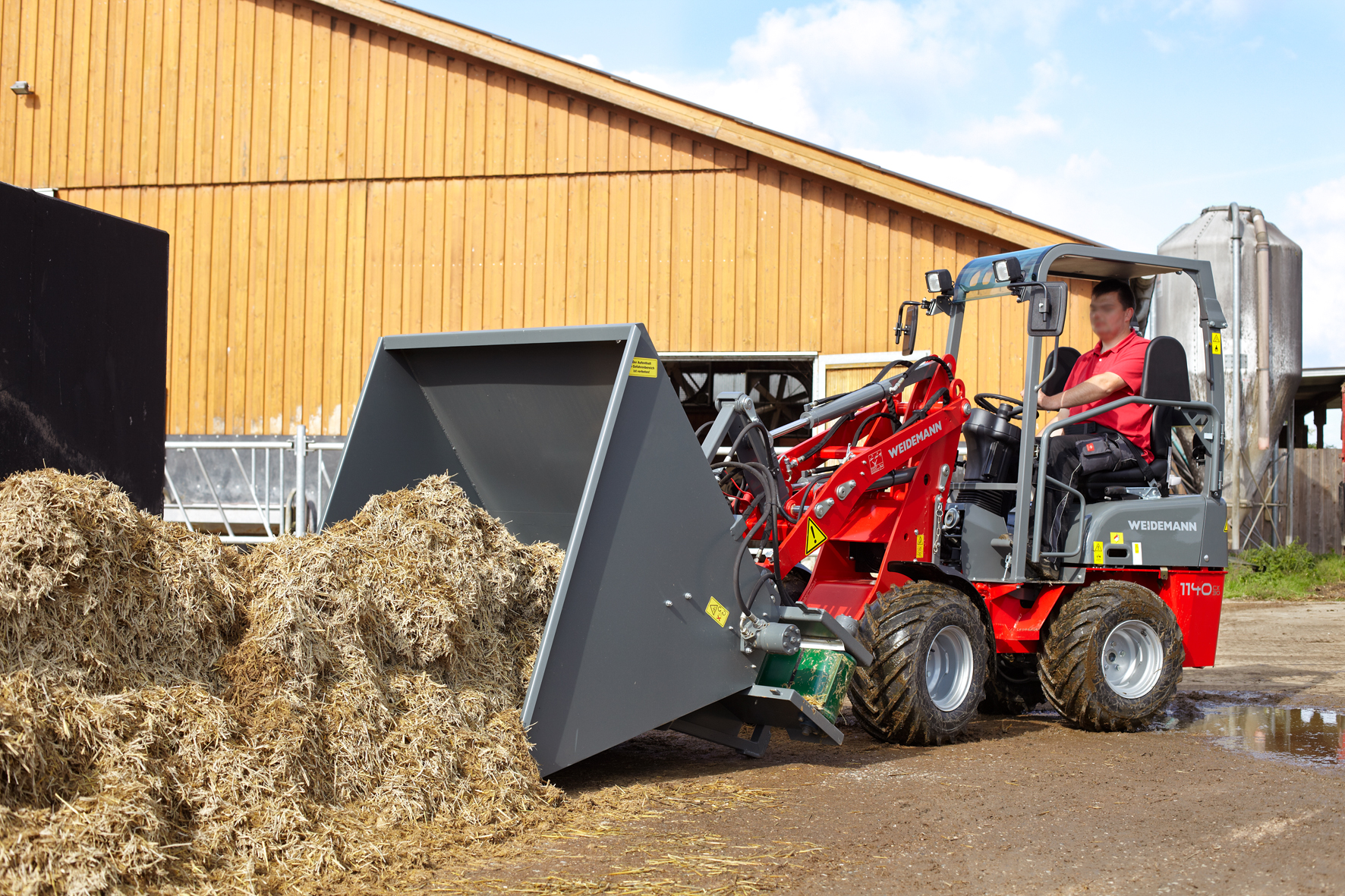
Weidemann Hoftrac 1140 CX30
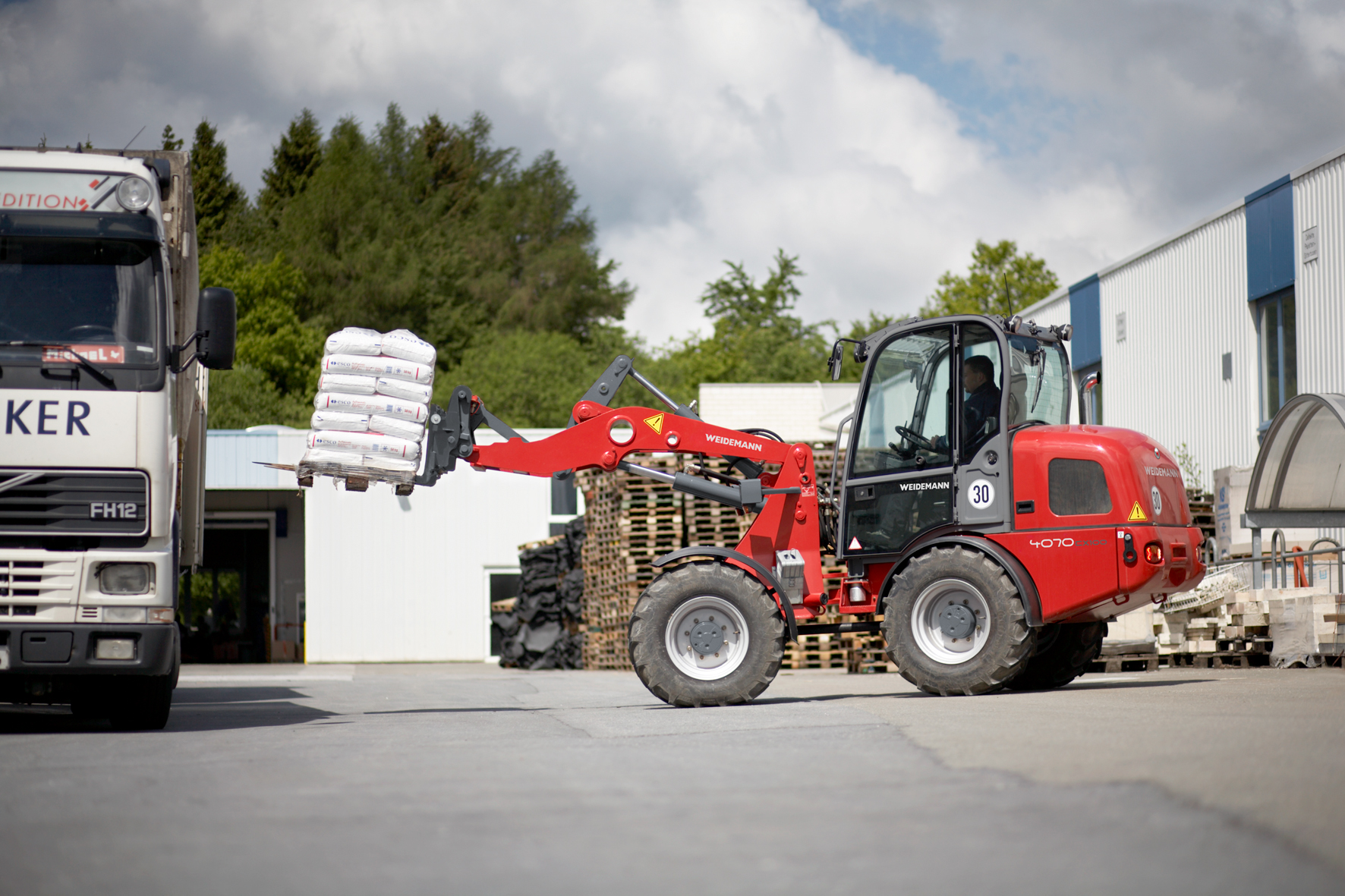
Weidemann Pala cargadora 4070 CX100
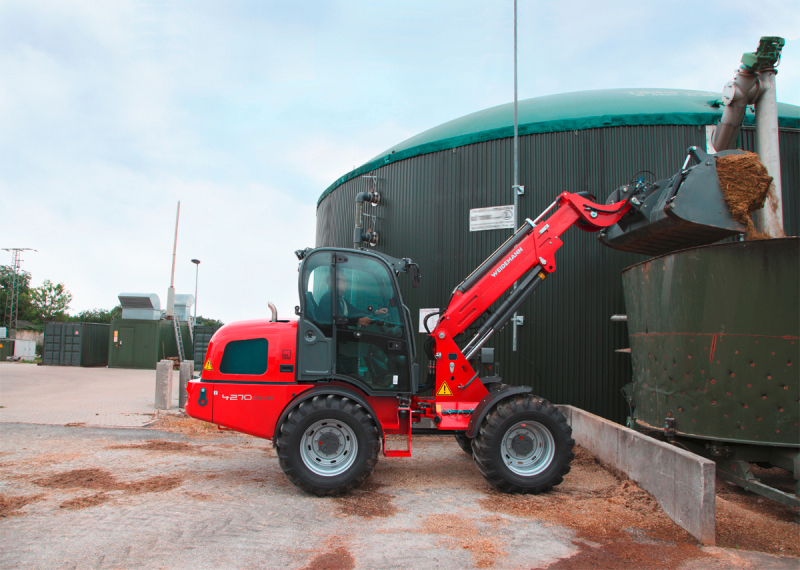
Weidemann Cargadoras sobre ruedas telescópicas 4270 CX100 T
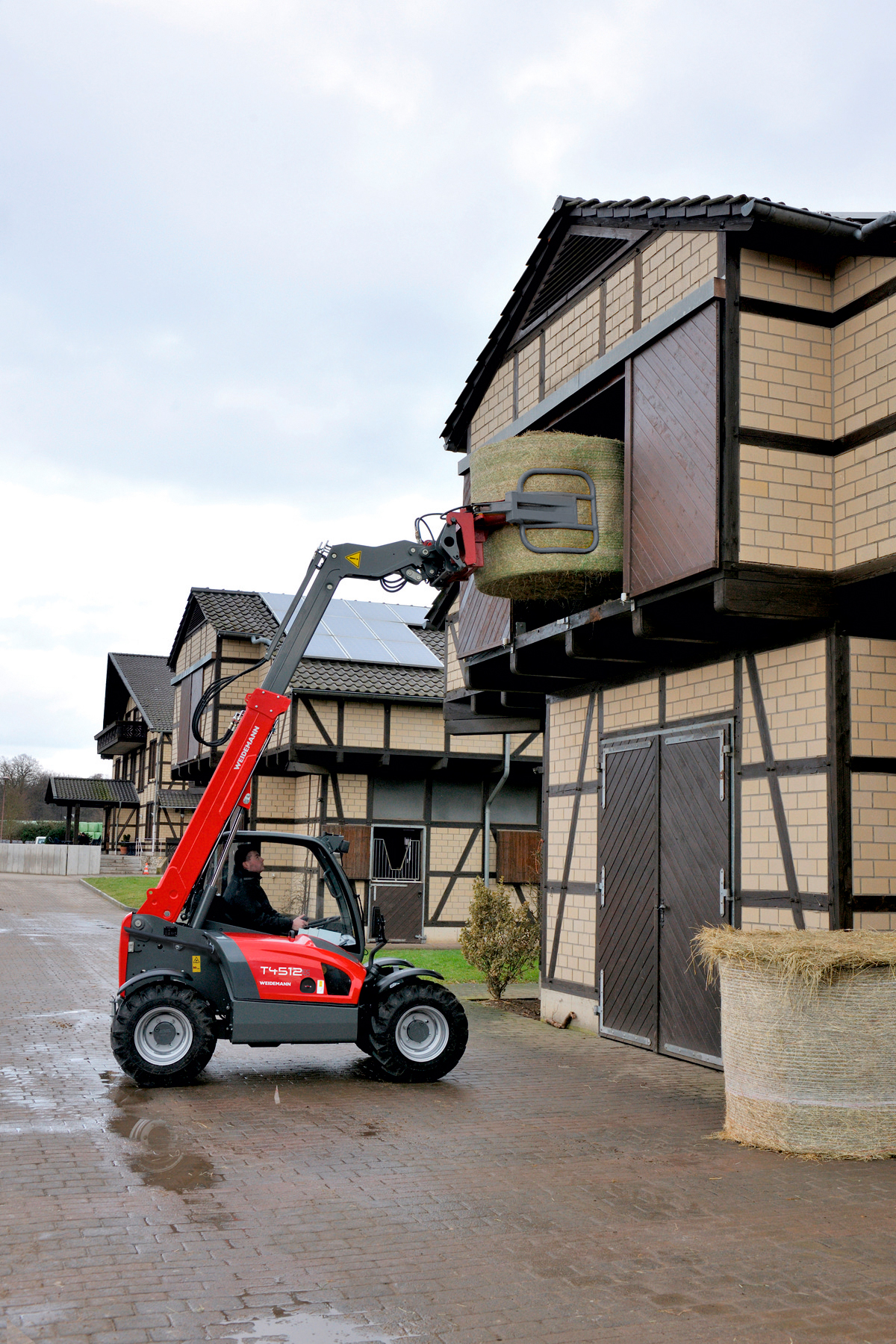
Weidemann Cargadoras telescópicas T4512 CC40